# Erusin
 (juillet 2024).

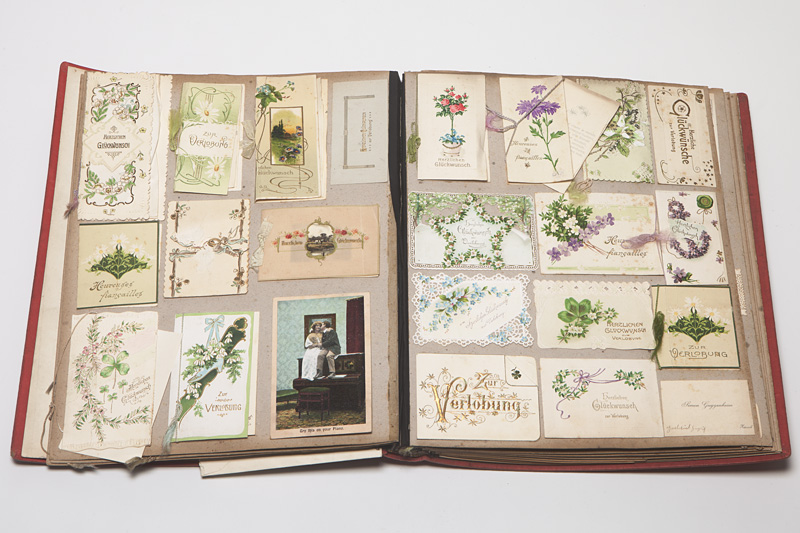
Le livre de fiançailles de Jakob Wyler et Robertine Bloch, datant de 1907 à Brugg, fait aujourd'hui partie de la collection du Musée juif de Suisse.

Erusin (hébreu : אירוסין) est le terme hébreu pour désigner les fiançailles. En hébreu moderne, "erusin" signifie engagement, mais ce n'est pas le sens historique du terme, qui représente la première étape du mariage (la deuxième étant le nissouin).
Depuis le Moyen Âge, il est coutumier que le mariage ait lieu immédiatement après les fiançailles, et que l'on effectue les fiançailles pendant la cérémonie de mariage elle-même. Auparavant, ce n'était pas le cas, et il y avait souvent plusieurs mois entre les deux événements.
En hébreu et dans la littérature rabbinique classique, les fiançailles sont fréquemment appelées sanctification (hébreu : קידושין, Kiddushin), en raison du fait que la mariée devient "sanctifiée" (consacrée) au marié.

## Dans la Bible hébraïque
Dans le livre du Deutéronome, le concept d'érusin est introduit. Cela rend le couple responsable vis-à-vis de la loi contre l'adultère, qui est passible de mort, tout en ne les considérant pas entièrement comme mariés.
Une vue non traditionnelle[pas clair] est que les fiançailles étaient effectuées simplement en achetant la fille à son père (ou tuteur), c'est-à-dire en payant un prix de la mariée à la mariée et à son père. Le prix payé pour elle est connu sous le terme hébreu "mohar" (hébreu : מֹהַר). Il était coutumier à l'époque biblique que la mariée et son père reçoivent des parts du mohar. Progressivement, cela a perdu son sens original, et la coutume est née de donner le mohar entièrement à la mariée plutôt qu'à son père.
Les commentateurs traditionnels n'expliquent pas nécessairement le mohar de cette manière. Rashi comprend le mohar comme une forme de ketouba (un accord de payer une certaine somme en cas de divorce), et Nahmanide le comprend comme de la sovlanut (une sorte de dot ou de cadeau de fiançailles). Rashi comprend la plainte de Rachel et Léa à Jacob (« nous sommes considérées comme des étrangères pour lui car il nous a vendues ») comme disant qu'il n'était pas normal pour un père de vendre ses filles, du moins pas sans aussi leur donner une dot.
Le consentement de la femme fiancée n'est pas explicitement mentionné comme une exigence dans la Bible, mais la permission de renoncer à ce consentement n'est pas non plus explicitement permise. Cela dit, après avoir rencontré Rebecca (Genèse 24:15-16), le serviteur d'Abraham a cherché la permission de sa famille pour qu'elle l'accompagne et devienne la femme d'Isaac (Genèse 24:58).

## Dans le Talmud

### L'acte légal
Le Talmud indique qu'il existe trois méthodes pour effectuer l'érusin : en remettant à la femme une pièce de monnaie ou un objet de valeur nominale, en lui remettant un document, ou par la consommation (rapport sexuel). Cependant, cette dernière méthode est interdite par le Talmud car il est considéré comme indécent que des témoins regardent un couple ayant des rapports sexuels : les cérémonies d'érusin doivent être confirmées par deux témoins,. Dans tous les cas, le consentement de la femme est requis ; cependant, il peut être implicite par son silence.

## La cérémonie

### Les bénédictions
L'érusin est précédé par une bénédiction sur le vin, puis la birkat érusin (bénédiction des fiançailles). Si elle est oubliée avant la cérémonie, elle peut être récitée avant la lecture de la ketouba. À l'origine, les bénédictions étaient récitées par le marié, mais aujourd'hui, il est plus courant que quelqu'un d'autre les récite, comme le rabbin de la cérémonie,.

### Les fiançailles
Aujourd'hui, la coutume est d'effectuer les fiançailles en donnant à la mariée un objet dont la valeur est bien connue et assez constante : une bague en or sans pierre. Ceci est en accord avec la première méthode mentionnée ci-dessus.
Les fiançailles ont lieu maintenant. Le marié prend la bague et dit en hébreu : « Voici, tu m'es consacrée par cette bague selon les lois de Moïse et d'Israël. » Le marié place ensuite la bague sur l'index de la mariée.

### La ketouba
Pour séparer l'érusin et le nissuin, les deux parties du mariage, la ketouba est lue,.

### Autres questions
À des fins légales, un couple fiancé est considéré comme mari et femme. De même, l'union ne peut être rompue que par le même processus de divorce que celui des couples mariés. Cependant, les fiançailles n'obligent pas le couple à se comporter l'un envers l'autre comme un couple marié est tenu de le faire, et elles ne permettent pas non plus au couple d'avoir des relations sexuelles entre eux.
Les rabbins ont interdit de se marier sans fiançailles (Shiddoukh). Par conséquent, une vieille coutume est de signer un Shetar haT'na'im comme une forme formelle de fiançailles, constituant une déclaration informelle des intentions du couple, et il est lu peu avant le début de la cérémonie de fiançailles.